# Penna capitale
Penna capitale è il secondo album in studio del gruppo musicale italiano Club Dogo, pubblicato il 15 marzo 2006 dalla Vibrarecords.

## Descrizione
Penna capitale è composto da 16 tracce, tra cui la reinterpretazione di Cani sciolti dei Sangue Misto, presente in SxM; per il brano è stato inoltre realizzato un remix funk prodotto proprio da un ex membro dei Sangue Misto, Deda.
L'album presenta tematiche che spaziano dalla perdita di coscienza all'abuso di sostanze stupefacenti, ma mostrando altre tematiche più intime e personali: la musica come terapia del dolore, e come ricerca di serenità, nel senso dell'arricchimento dello spirito.
Dal lato delle produzioni, Don Joe ha fatto un largo impiego di sintetizzatori e campionatori che vanno dal soul al rock progressivo degli anni ottanta. Oltre a Don Joe, si fanno notare i beat di DJ Shocca, Shablo e Deleterio.

## Tracce
1. Niente per niente – 1:39
2. D.O.G.O. (feat. Marracash) – 3:44
3. La notte che rovesciammo l'ordine – 2:52
4. Butta via tutto – 4:05
5. Una volta sola – 3:22
6. Cani sciolti 2006 – 3:38
7. Falsi leader – 3:40
8. La testa gira – 3:15
9. Briatori (feat. Marracash) – 3:15
10. Don't Test (feat. MC Mars, Vincenzo) – 3:57
11. Non sto in cerca di una sposa (feat. Liv L Raynge) – 3:54
12. Tutto quello – 2:54
13. Cattivi e buoni – 3:02
14. Due modi (feat. Ricardo) – 3:26
15. No More Sorrow (feat. Poopatch) – 4:12
16. Cani sciolti 2006 RMX – 3:57

## Formazione
- Gué Pequeno – rapping, voce
- Jake La Furia – rapping, voce
- Don Joe – campionatore, programmazione, voce, produzione

## Classifiche
| Classifica (2006) | Posizione massima |
| ----------------- | ----------------- |
| Italia            | 92                |